# Star Fox (série de jeux vidéo)
Pour les articles homonymes, voir Star Fox.
Star Fox (スターフォックス, Sutā Fokkusu) est une série de jeux vidéo éditée par Nintendo. Les personnages présents dans la série ont tous l'apparence d'animaux anthropomorphiques. Les jeux se déroulent dans un contexte de science-fiction. Les héros de cette série sont les membres de l'équipe Star Fox et le personnage central de la série se nomme Fox McCloud (de l'anglais fox signifiant renard).

## Jeux

### Star Wing
Star Wing, intitulé Star Fox (スターフォックス, Sutā Fokkusu) au Japon et aux États-Unis, est sorti sur Super Nintendo en 1993. Il s’agit d’un shoot them up de type rail shooter, développé par Nintendo EAD avec l’assistance de Argonaut Games, et édité par Nintendo. Le jeu inclut dans sa cartouche la puce Super FX, permettant un rendu en trois dimensions. L’affichage de modèles 3D à l’aide de polygones est alors novateur sur console de jeux, en conséquence, le titre est très médiatisé. Le développement du Super FX a également créé le marché de l’accélération graphique 3D.

### Lylat Wars
Lylat Wars, intitulé Star Fox 64 (スターフォックス64, Sutā Fokkusu Rokujūyon) au Japon et aux États-Unis, est sorti sur Nintendo 64 en 1997.
Ce jeu est assez proche du premier volet, car il reprend en partie le même scénario. Shigeru Miyamoto estime que 60 % du jeu proviennent de Star Wing et 30 % de l’épisode annulé Star Fox 2, seuls les 10 % restants étant entièrement nouveaux.
En plus des séquences rail shooter, Lylat Wars propose des missions permettant de déplacer librement le vaisseau dans des environnements en trois dimensions. Il s’agit également du premier jeu à utiliser le Rumble Pak, un dispositif de vibration intégré à la manette.
Le jeu propose une intrigue riche, développée à l’aide de cinématiques et influencée par les résultats du joueur, et intègre des voix digitalisées et un mode multijoueur à quatre.
Lylat Wars est considéré comme un classique de la Nintendo 64, constituant une amélioration sur tous les points de son prédécesseur,,,

### Star Fox Adventures
Star Fox Adventures (スターフォックスアドベンチャー, Sutā Fokkusu Adobenchā) est sorti en 2002 sur GameCube. Il s'agit d'un jeu d'aventure développé par Rare, proche de par son système de jeu des épisodes sur Nintendo 64 de The Legend of Zelda. Quelques phases shooter sont présentes, mais elles sont cependant très courtes et ont été qualifiées de médiocres et inutiles par la presse spécialisée. Pour cette raison, ce volet est parfois considéré à tort comme un « hors-série » à la saga,.

### Star Fox: Assault
Star Fox: Assault (スターフォックス アサルト, Sutā Fokkusu Asaruto) est sorti en 2005 sur GameCube. Il s'agit d'un jeu vidéo d'action développé par Namco. Il propose également des phases shooter, et a pour cette raison été qualifié de retour aux sources de la série, rendant hommage aux deux premiers volets,,.

### Star Fox Command
Star Fox Command (スターフォックス コマンド, Sutā Fokkusu Komando) est sorti en 2006 sur Nintendo DS. Il a été développé par Q-Games, société fondée par Dylan Cuthbert, ancien programmeur en chef de Star Wing.
Il s’agit du premier opus de la série à sortir sur console portable, ainsi qu’à proposer un mode multijoueur en réseau.
Le gameplay alterne entre stratégie au tour par tour et shooter, et contrairement aux deux épisodes sur GameCube, il n’y a pas de phase de jeu « à pied », rendant ce volet plus proche de l’esprit originel de la série. Il utilise d’ailleurs de nombreux éléments développés à l’origine pour Star Fox 2,,.

### Star Fox 64 3D
Star Fox 64 3D (スターフォックス64 3D, Sutā Fokkusu Rokujūyon Surīdī) est un remake de Lylat Wars sorti en 2011 sur Nintendo 3DS, deuxième titre de la série sur console portable ; de ce fait, il n'est pas pris en compte comme un épisode nouveau dans la chronologie ci-dessus.

### Star Fox Zero
Lors de l'E3 2014, Nintendo annonce un nouvel épisode sur Wii U. Celui-ci est dévoilé lors de l'E3 2015 sous le titre Star Fox Zero. Le jeu est sorti le 22 avril 2016.

### Star Fox 2
Star Fox 2 (スターフォックス2, Sutā Fokkusu Tsū) était prévu sur Super Nintendo, à la suite du succès de Star Wing. L’équipe de développement est composée des employés de Nintendo à l’origine du premier volet. Tirant parti du Super FX 2, le jeu permet de se déplacer librement dans les trois dimensions. Entièrement achevé à l’exception de la phase finale de débogage, le jeu est annulé par Nintendo. Shigeru Miyamoto prend cette décision afin de marquer une rupture nette entre la 3D de la Super Nintendo et celle de la Nintendo 64, dont la sortie est alors imminente. Finalement, la console est reportée et ne sort qu’un an et demi plus tard. Star Fox 2 est considéré comme l’une des plus grosses pertes de l’histoire du jeu vidéo. Des versions du jeu à différents stades de son développement ont néanmoins filtré sur Internet, et sont jouables à l’aide d’un émulateur,.
Star Fox 2 est finalement sorti en 2017 sur la Nintendo Classic Mini : Super Nintendo Entertainment System, 22 ans après son annulation. 
Cette même version est rééditée le 12 décembre 2019 dans l'application Super Nintendo du service de jeu en ligne de la console Nintendo Switch.

## Jeux annulés

### Dinosaur Planet
Dinosaur Planet n'est pas réellement un épisode de Star Fox annulé: il s'agit en fait de la première forme de Star Fox Adventures, à l'époque où le jeu n'était pas censé être un opus de la saga Star Fox. Krystal était censée en être la principale protagoniste et devait avoir 16 ans (quand le jeu devint Star Fox Adventures, elle eut 19 ans). C'était elle qui devait réunir les pierres élémentaires, ramener les esprits Krazoas et vaincre le général Scales. Peu après le début du développement du jeu, Rare se mit d'accord avec Nintendo pour développer un nouveau Star Fox et décidèrent donc de reprendre Dinosaur Planet en le faisant devenir Star Fox Adventures. Ils changèrent le scénario de façon à introduire Fox McCloud et l'équipe Star Fox et ajoutèrent des phases de vaisseaux. Ils mirent enfin Andross comme boss final du jeu. Krystal est jouable au début du jeu en souvenir de ce que le jeu était initialement.

### Star Fox (Virtual Boy)
Ce jeu qui n'est jamais sorti était un jeu de shoot Star Fox pour la console Virtual Boy (casque 3D avec pistolet interactif). Son prototype est à vendre à 3 500 € sur internet[réf. nécessaire]. Une démo jouable du jeu fut présentée à l'E3 1995.

## Autres médias
Au cours de l’année 1993, une série de bande-dessinée écrite et illustrée par Benimaru Jtoh est publiée dans Nintendo Power, développant les personnages du jeu et les raisons de leur combat. En 1997, une bande-dessinée de 43 pages est publiée par Nintendo et incluse avec Star Fox Adventures, ayant pour but d’expliquer les événements séparant ce volet du précédent, Lylat Wars.

## Univers

### Système solaire et planètes
Le jeu se déroule dans le système planétaire Lylat (ライラット, Rairatto), système de l’univers fictif Star Fox, habité par des races d’animaux anthropomorphiques (comme des renards, lapins, chiens, etc.). Il est composé de huit planètes. Corneria (コーネリア, Kōneria) est un monde agricole paisible, sans force défensive développée. Il est entouré d’une ceinture d’astéroïdes, Météo, formant une défense naturelle. Aquas est un monde totalement submergé servant de centre d'expérimentations biologiques à Andross. Zoness est une planète recouverte presque exclusivement d'eau, ayant été polluée par Andross dans sa quête des nombreuses et riches ressources des profondeurs de cette planète. Titania est une planète inhabitée, enveloppée d’un épais brouillard, et regorgeant de ressources naturelles. Macbeth est une terre désolée, ravagée par des cataclysmes géologiques. Elle sert d'entrepôt de munitions à Andross. Katina est une planète militaire appartenant aux Cornériens, qui fut attaquée à maintes reprises par Andross pour pouvoir coloniser Corneria. Fortuna, surnommée « la planète des dinosaures », est peuplée de créatures sauvages. Venom, autrefois prospère et verdoyante, est devenue un monde sombre et mécanisé, base du maléfique Andross

### Personnages
L’histoire des jeux est centrée sur l’unité de mercenaires d’élite Star Fox. Composée dans les premiers jeux de quatre membres, sa composition varie au travers des différents épisodes.
Elle s’oppose généralement à Andross, un scientifique fou voulant conquérir le système Lylat.

### Vaisseaux
- L'Arwing (アーウィン, Āwin?) est le vaisseau spatial utilisé par l'équipe de Fox McCloud et les autres membres de Star Fox. Il est équipé de deux neutralisateurs antigravitationnels appelé G-diffuseur, reconnaissable par leur lueur verte qui les entoure. Les G-diffuseurs servent surtout de freins. Il fait apparition dans Super Smash Bros. Brawl pour l'introduction de Fox et de Falco, on le voit aussi à quelques reprises dans l'émissaire subspatial, dans le tableau Lylat Cruise, et dans le tableau Corneria. Il est aussi disponible en trophée. Au cours de l'évolution de la saga, l'arwing va changer de forme à presque tous les jeux. il sera ainsi bien différent de celui de Starwing (Super Nintendo).
- Le Wolfen (ウルフェン, Urufen?) est le principal vaisseau de l’équipe Star Wolf. Il est équipé de trois G-diffuseurs, ce qui lui donne une meilleure stabilité. Il fait son apparition dans Super Smash Bros. Brawl pour l'introduction de Wolf. On peut le voir une fois un court instant dans l'émissaire subspatial, dans le tableau Lylat Cruise, et dans le tableau Corneria. Il est aussi disponible en trophée. Le vaisseau apparaît dans Star Fox 2 (jamais sortit en France) avec son leader Wolf O'Donnell.Comme l'Arwing il va connaître une grande évolution.
- Le Great Fox (グレートフォックス, Gurēto Fokkusu?) est le vaisseau-mère de l’équipe Star Fox. Il est équipé de deux canons qui surpassent de loin ceux de l'Arwing et du Landmaster. Il est aussi chargé des Arwings et des Landmaster de rechange de l'équipe. Il est équipé d'un dispositif de transfert pour pouvoir envoyer les Arwings et les Landmaster au niveau du sol. Il est également équipé d'une capsule de secours, ce qui a permis à Peppy et à ROB 64 de s'échapper quand les apparoïdes ont détruit le Great Fox. Le Great Fox figure dans la série des Super Smash Bros. comme niveau de combat. À part l'épisode sur GameCube (Star Fox Adventures), c'est le vaisseau qui a le moins changé de toute la série.
- Le Landmaster (ランドマスター, Randomasutā?) est un char mobile pouvant voler en l'air pendant un court instant. Il possède une puissance de feu supérieure à celle de l'Arwing. Il fait son apparition dans Lylat Wars, et à nouveau dans Star Fox: Assault. Il figure également dans Super Smash Bros. Brawl servant lors des Final Smash des personnages Star Fox.
- Le Corneria Fighter (コーネリアファイター, Kōneria Faitā?) est le principal chasseur monoplace de l'armée cornérienne. elle constitue la majorité de la flotte de défense de Cornéria.
- Le Blue Marine (ブルーマリン, Burū Marin?) est le seul sous-marin de l'équipe Star Fox, en un seul exemplaire. Il est l'œuvre de Slippy. Il n'apparaît que dans Lylat Wars.

## Accueil
| Jeu                 | Metacritic | GameRankings |
| ------------------- | ---------- | ------------ |
| Star Wing           | -          | 86 %         |
| Lylat Wars          | 88 / 100   | 90 %         |
| Star Fox Adventures | 82 / 100   | 80 %         |
| Star Fox: Assault   | 67 / 100   | 71 %         |
| Star Fox Command    | 76 / 100   | 75 %         |

La série Star Fox a reçu des critiques globalement positives, Lylat Wars étant le jeu le plus acclamé et Star Fox: Assault le plus critiqué.

## Ventes
| Jeu                 | Nombre de vente                |
| ------------------- | ------------------------------ |
| Star Wing           | 2,99 millions d’unités vendues |
| Lylat Wars          | 4,3 millions unités vendues    |
| Star Fox Adventures | 1,87 million d’unités vendues  |
| Star Fox: Assault   | 1,08 million d’unités vendues  |
| Star Fox Command    | 540 000 unités vendues         |
| Star Fox 64 3D      | 940 000 unités vendues         |
| Star Fox Zero       | 400 000 unités vendues         |